# Kerklaan
Kerklaan is een buurtschap behorende tot de gemeente Stichtse Vecht in de provincie Utrecht. Het ligt aan het Amsterdam-Rijnkanaal bij de Loenerslootsebrug tussen Loenen aan de Vecht en Loenersloot.
Dorpen: Breukelen · Kockengen · Loenen aan de Vecht · Loenersloot · Maarssen · Maarssenbroek · Nieuwersluis · Nieuwer Ter Aa · Nigtevecht · Oud-Zuilen · Tienhoven · Vreeland

Buurtschappen: Gieltjesdorp · Kerklaan · Kortrijk · Laag-Nieuwkoop · Maarsseveen · Mijnden · Molenpolder · Nieuwerhoek · Noordeinde · Oud-Aa · Oud-Maarsseveen · Oukoop · Portengen · Portengense Brug · Scheendijk · Spengen · Zuideinde

Utrecht · Plaatsen in de provincie      Nederland · Provincies · Gemeenten